# Буронцо
Буронцо (італ. Buronzo, п'єм. Burons) — муніципалітет в Італії, у регіоні П'ємонт, провінція Верчеллі.
Буронцо розташоване на відстані близько 530 км на північний захід від Рима, 65 км на північний схід від Турина, 22 км на північний захід від Верчеллі.
Населення — 874 особи (2014).

## Демографія
Населення за роками:

Станом на 1 січня 2023 року в муніципалітеті офіційно проживали 63 іноземці з 10 країн, серед них 15 громадян країн Євросоюзу та 3 громадяни України.

## Сусідні муніципалітети
- Балокко
- Каризіо
- Кастеллетто-Черво
- Джиффленга
- Массерано
- Моттальчіата
- Ровазенда
- Сан-Джакомо-Верчеллезе
- Вілланова-Б'єллезе